# Acide nonahydroxytriphénique
L’acide nonahydroxytriphénique est un acide organique. C'est un constituant de certains ellagitanins tels que les roburines A, B, C et D, la castalagine ou la grandinine. La molécule est constituée de trois unités d'acide gallique reliées entre elles par des liaisons carbone-carbone.
Les ellagitanins contenant l'acide nonahydoxytriphénique peuvent être isolés du bois de chêne pédonculé (Quercus robur).